# Colaspinella
Colaspinella là một chi bọ cánh cứng trong họ Chrysomelidae.
Chi này được Weise miêu tả khoa học năm 1893.

## Các loài
Chi này gồm các loài:
- Colaspinella grandis Frivaldsky, 1880